# Dypsis remotiflora
Dypsis remotiflora – gatunek palmy z rzędu arekowców (Arecales). Występuje endemicznie na Madagaskarze, w prowincji Fianarantsoa. Prawdopodobnie jest gatunkiem wymarłym, ponieważ żaden jego okaz nie był widziany od ponad 40 lat, a stanowisko, na którym był zaobserwowany, jest obecnie pozbawione ekosystemu leśnego.
Rośnie w bioklimacie wilgotnym.